# Красно (Партизанске)
Красно (слч. Krásno) насељено је мјесто са административним статусом сеоске општине (слч. obec) у округу Партизанске, у Тренчинском крају, Словачка Република.

## Становништво
| Година:    | 1994. | 2004.    | 2014.   | 2024.   |
| ---------- | ----- | -------- | ------- | ------- |
| Број људи: | 569   | 490      | 497     | 518     |
| Разлика:   |       | -13,88 % | +1,42 % | +4,22 % |

| Година:    | 2023. | 2024.   |
| ---------- | ----- | ------- |
| Број људи: | 520   | 518     |
| Разлика:   |       | -0,38 % |

Према подацима о броју становника из 2011. године насеље је имало 516 становника.